# دنی وریسیمو
دنی وریسیمو (فرانسوی: Dany Verissimo‎؛ زاده ۲۷ ژوئن ۱۹۸۲) یک بازیگر و مدل اهل فرانسه است.
از فیلم‌هایی که وی در آنها نقش داشته‌است می‌توان به قصاب‌های سبز اشاره کرد.